# Zatanna
Zatanna Phoebe Zatara es una superheroína que aparecen en los cómics estadounidenses publicados por DC Comics. El personaje fue creado por Gardner Fox y Murphy Anderson, y apareció por primera vez en Hawkman #4 (noviembre de 1964).
Zatanna es a la vez una maga de escenario y una verdadera maga, como su padre Giovanni «John» Zatara. Como tal, tiene muchos de los poderes de su padre relacionados con la magia, que generalmente se controlan al pronunciar las palabras de sus conjuros escritos al revés. Como su padre, Zatanna pertenece a la raza de los homo magi, un subconjunto único de la humanidad que está dotado de habilidades mágicas innatas. Ampliamente reconocida por sus habilidades excepcionales como ilusionista profesional, cautiva a sus audiencias con sus hipnotizantes espectáculos que incluyen tanto magia escénica como magia real. Además de su personaje escénico, Zatanna asume el manto de una superheroína mística, dedicada integralmente a la misión de combatir fuerzas malévolas. Su extenso conocimiento de la magia y su dominio al hacer uso de sus poderes la han establecido como una consultora muy buscada en asuntos que tengan que ver con las artes arcanas. Su experticia, combinada con sus cualidades naturales de liderazgo, la han llevado a asumir roles destacados dentro del Universo DC. Es conocida por su participación tanto en la Liga de la Justicia como en la Liga de la Justicia Oscura (que se especializa en confrontar amenazas sobrenaturales), habiendo servido como figura de liderazgo para ambos equipos, así como por su asociación (por retrocontinuidad) desde su infancia y su noviazgo intermitente con Batman, así como por su cruce con la línea Vértigo, con personajes como su pareja romántica John Constantine. 
Debido a su larga historia en DC Comics, ha sido nombrada como una de los mejores y más poderosos personajes femeninos de DC, uno de los personajes más grandes e importantes de la Liga de la Justicia y como miembro de algunas de las mejores alineaciones de la Liga de la Justicia. Zatanna hizo su primera aparición en acción en vivo como un personaje recurrente en las últimas tres temporadas de Smallville, interpretada por la actriz Serinda Swan.

## Historial de publicaciones
Creada por el guionista Gardner Fox y el dibujante Murphy Anderson, Zatanna apareció por primera vez en Hawkman #4 (noviembre de 1964). Cuando la presentan, está en una búsqueda para encontrar a su padre Zatara, quien hizo su primera aparición en Action Comics # 1 pero no se había publicado regularmente durante varios años. El arco argumental cruzó varios cómics publicados por DC en ese momento, culminando en ediciones de Justice League of America, también escrita por Fox.

## Historia

### Pre-Crisis
Zatanna es la hija del mago Giovanni «John» Zatara que apareció en los cómics de la Edad de Oro y de Sindella, una miembro de la especie mística Homo Magi. Su primo menor, el adolescente Zachary Zatara, también es un mago en el Universo DC. Zatanna se ganaba la vida como ilusionista teatral antes de descubrir sus habilidades mágicas mientras investigaba la desaparición de su padre. Su disfraz original se basa en el disfraz de su padre, pero sustituye los pantalones por medias de red y tacones altos. La búsqueda de Zatanna de su padre fue el tema de un arco argumental que apareció en varios títulos editados por Julius Schwartz, y en ella, Zatanna interactúa con Hawkman y Hawkgirl, lucha contra Batman y Robin disfrazada de bruja y bajo el control del villano Forastero, y forma equipo con Átomo, Green Lantern, y Elongated Man. La serie culminó en Justice League of America #51 (febrero de 1967). Esta aventura de la Liga de la Justicia tuvo lugar durante la manía televisiva por Batman cuando Batman estaba en el apogeo de su popularidad. La premisa de que la bruja en Detective Comics# 336 era Zatanna fue entendida como un intento de hacer que Batman apareciera en este número de la Liga de la Justicia de América sin importar cuán vaga fuera la conexión con la búsqueda de Zatanna.
Zatanna apareció luego brevemente en funciones de respaldo en Adventure Comics y Supergirl de 1971 a 1973. Zatanna ayuda a la Liga de la Justicia de América en algunas misiones antes de ser elegida miembro en Liga de la Justicia de América # 161 (diciembre de 1978). Poco después de que Zatanna se uniera al grupo, la identidad de su madre es revelada en un arco argumental de varios números. Zatanna hizo equipo con Superman en DC Comics Presents y con Batman en The Brave and the Bold. Una historia corta de diez páginas en DC Special Blue Ribbon Digest #5 (noviembre-diciembre de 1980) reveló nuevos detalles sobre el origen de Zatara y cómo comenzó la búsqueda de Zatanna para localizar a su padre. Durante su permanencia en la Liga de la Justicia, su nivel de poder disminuye, por lo que solo puede controlar los cuatro elementos: tierra, aire, fuego y agua. Protagonizó en una función de respaldo en World's Finest Comics # 274–278 y la limitación de sus poderes es revertida en World's Finest Comics # 277 (marzo de 1982). Zatanna ayuda a Wonder Woman y varias otras superheroínas a luchar contra una amenaza extraterrestre. En una ocasión fue elegida presidenta de la Liga de la Justicia a través de votos.
Al final del arco argumental «American Gothic» de Swamp Thing de Alan Moore (que estaba ligado a los eventos de Crisis on Infinite Earths), John Constantine aparece para reunir a Zatanna, Mento y Sargon el Hechicero para que juntos ayuden a ejércitos demoniacos y divinos en otras dimensiones infernales a luchar contra la entidad conocida como la 'Gran Bestia Malvada'. La sesión espiritista se lleva a cabo en la Mansión Wintersgate, el hogar del Barón Winters en Georgetown, Washington D. C., que también es un umbral temporal a otros planos de la realidad. Debido a que Constantine había llevado previamente a Zatanna a una «reunión de estudios tántricos», Zatara no pierde de vista a Zatanna ni un segundo mientras Constantine esté presente y, por su sola presencia, se ve obligado a participar en la sesión espiritista a la que no fue invitado. La Bestia, que es tan gigantesca que solo su pulgar se alza imponente sobre el Infierno, se fija dos veces en su grupo. En el primer vistazo condena a Sargón, a quien Zatara convence de 'morir como un hechicero' y no soltar sus manos (que tienen entrelazadas). Sargón muere quemado noblemente. El segundo vistazo comienza a calentar literalmente a Zatanna. Zatara entonces voluntariamente dirige el efecto sobre sí mismo, muriendo (su sombrero humeante cae sobre la mesa), pero salvando la vida de su hija.

### Post-Crisis
Zatanna protagonizó un one-shot especial en solitario en 1987 que presentaba a Zatanna explorando los antecedentes de su madre Sindella y luchando contra la malvada hechicera Allura. En la serie limitada Los libros de la magia de Neil Gaiman, Zatanna se vuelve amiga e incluso tutora temporal de Timothy Hunter, un chico destinado a convertirse en el mago más grande del mundo, y de su novia Molly, quien en ese momento llevaba una maldición de la Reina de las Hadas y era incapaz de tocar nada en el mundo humano, incluyendo el suelo. Después de una breve estadía, envió a Molly a casa y Tim se fue a vivir sus propias aventuras. En 1993, Zatanna protagonizó su primera serie limitada en solitario, titulada Zatanna: Come Together, en la que invoca el espíritu de su madre y lucha contra el hechicero Tannarak y un demonio llamado Xaos.
Cuando la Liga de la Justicia desaparece en el pasado mientras intentan rescatar al desaparecido Aquaman, un protocolo de emergencia establecido por Batman reúne una nueva Liga, estando incluido Jason Blood en este equipo como su experto en magia. Sin embargo, cuando la amenaza actual se identifica como Gamemnae, una antigua hechicera atlante que busca conquistar el mundo, Gamemnae usa un hechizo de cenagal para absorber a Zatanna y Tempest dentro de sí. Cuando el nuevo líder de la Liga, Nightwing, intenta ordenarle a Blood que se transforme en Etrigan para ayudarlos contra Gamemnae, Blood insiste en que Zatanna es a quien necesitan, y se sacrifica ante el hechizo de cenagal de Gamemnae para así liberar a Zatanna. Posteriormente, Zatanna se une a Nightwing, Firestorm y Hawkgirl en su viaje de regreso a la antigua Atlántida, donde Aquaman ha estado atrapado en un estanque de agua como un espectro acuático. Firestorm crea un canal entre el estanque y el mar antes de que Zatanna lance un hechizo que permitió que Aquaman controlara todo el océano como su cuerpo, lo que le permitió hundir Atlantis en el pasado y el presente e interrumpir el poder de Gamemnae.
Zatanna protagonizó otro one-shot en solitario en 2003, Zatanna: Everyday Magic, en el que luchó contra Nimue Ravensong, una maga celosa de la capacidad de Zatanna de usar la magia de forma natural y sin tener que cometer sacrificios. Nimue sedujo y maldijo a John Constantine, lo que llevó a Zatanna a un conflicto con la aspirante a hechicera. En la serie limitada Identity Crisis de 2004, Zatanna es miembro de la Liga de la Justicia en el momento en que el villano Doctor Luz viola a la esposa de Elongated Man, Sue Dibny. Cuando es aprehendido, este amenaza a las familias de los miembros de la Liga. Aunque Zatanna está lista a borrar los recuerdos de Doctor Luz sobre el incidente, tal y como lo había hecho con otros villanos que sabían cosas peligrosas para la Liga, manipular la mente de Doctor Luz genera un debate entre los miembros del equipo: ¿debería transformarse la personalidad del villano para evitar que repita su crimen? Zatanna, Hawkman y Átomo (Ray Palmer) votan a favor de tal acción, mientras que Flecha Verde, Canario Negro y Linterna Verde votan en contra. Flash (Barry Allen) rompe el empate y Zatanna borra la mente de Doctor Luz, y el proceso da como resultado que sus habilidades intelectuales disminuyan. En medio del proceso, aparece Batman e intenta detenerlo. Zatanna lo congela, y los miembros votan unánimemente para borrar también los recuerdos de Batman sobre el incidente.
Su relación laboral con Batman se agria después de que éste descubre que su memoria fue alterada. Cuando Zatanna ayuda a Batman en una misión de reconocimiento en uno de los Pozos de Lázaro de Ra's al Ghul, ella le pregunta por qué acudió a ella y Batman dice: «Necesitaba a alguien en quien pudiera confiar. Pero tuve que conformarme contigo». Después de Identity Crisis, la relación entre ellos parece haberse hecho menos fría; en Detective Comics # 824, Batman la llama para obtener información sobre un contador de cartas involucrado en una estafa al Pingüino. No menciona su conflicto y casualmente la llama por su apodo, «Zee».
Catwoman descubre que el borrado mental del Dr. Luz a manos de Zatanna en Identity Crisis no es un hecho aislado. El viaje de Catwoman de villana a heroína y sus esfuerzos resultantes de llevar una vida moral son explicados de manera retroactiva como resultado de una intervención mental de Zatanna. Catwoman empieza entonces a desconfiar de sus recuerdos, motivos y de las decisiones que ha tomado desde ese incidente. En represalia, Catwoman empuja a Zatanna por una ventana. Zatanna detiene el siguiente golpe de Catwoman y la congela, antes de disculparse y dejarla.
Se publicó una serie limitada de cuatro números de Zatanna en 2005 como parte del evento Seven Soldiers de Grant Morrison. En él, en un grupo de apoyo para superhéroes, Zatanna les cuenta sobre un ritual mágico fallido para buscar los tomos de su padre, durante el cual uno de sus hechizos pasados invoca a un cambiaformas llamado Gwydion, que mata a quienes la acompañan. Este trauma, combinado con su culpa por sus borrados mentales anteriores, le está quitando sus poderes. Con la ayuda de su nueva aprendiz, Misty Kilgore, Zatanna captura a Gwydion para usarlo como propio. Con el tiempo recupera su confianza y sus poderes, y los usa para derrotar a Zor, un Sastre del Tiempo rebelde que liberó a Sheeda como una peste para infectar y degradar el universo entero. Como recompensa, los otros Sastres del Tiempo le permiten a Zatanna un último encuentro con su padre, quien le revela que sus libros fueron escritos para ella, siendo Zatanna su «mayor hechizo y regalo para el mundo». En la batalla final contra Sheeda, Zatanna lanza un hechizo para mover el tiempo y el espacio, posicionando retroactivamente a los Siete Soldados para derrocar a Sheeda.
En Detective Comics # 833 (agosto de 2007), se afirma que el padre de Zatanna era amigo de Thomas Wayne. Zatara entrenó a Bruce Wayne en el arte de escapar, y Bruce y Zatanna eran amigos de la infancia, aunque Batman cree que nunca la había visto antes en Justice League of America #51, y el único recuerdo de Zatanna de haberlo visto ocurrió mientras estaba disfrazada. Bruce ayuda a Zatanna a investigar la muerte de uno de sus antiguos asistentes; todas las pistas apuntan a un artista de escenario llamado Ivar Loxias. Se revela que Loxias es el Joker disfrazado, quien le dispara a Zatanna en la garganta e incapacita a Batman. Zatanna logra curarse a sí misma escribiendo un hechizo de curación con su propia sangre, y es fundamental para frustrar el plan del Joker, volviendo loco al Joker en el proceso. Bruce deja la traición de Zatanna en el pasado, lo que les permite a los dos renovar su amistad.
En el «Llamado a Lista» de Justice League of America # 22 (agosto de 2008), Zatanna es mencionada como parte del equipo. Llamada para ayudar con la restauración de Tornado Rojo en su forma androide, ayuda a la Liga cuando son atacados por una nueva y poderosa iteración de Amazo. Durante la batalla, la boca de Zatannna desaparece mágicamente con sus hechizos, y una vez más debe usar su propia sangre para escribir hechizos y restaurarla. Después de eso, la Mujer Maravilla interrumpe la concentración de Amazo y libera a Zatanna. Zatanna luego derrota a Amazo de una vez por todas usando el alma de Tornado Rojo. Después de esta batalla, Zatanna se reincorpora al equipo.
Posteriormente, Zatanna acompaña a Firestorm, Black Lightning y Batman a Metrópolis cuando creen que Kimiyo Hoshi ha sido secuestrada por agentes del equipo metahumano encubierto conocido como Shadow Cabinet. Después de un breve conflicto, la superheroína adolescente Rocket les informa a Zatanna y los demás que el secuestro percibido de Kimiyo fue en realidad un malentendido causado por la misión del Cabinet de buscar su ayuda para lidiar con el vampiro cósmico conocido como Starbreaker. Con la asistencia de Hardware e Ícono, Zatanna y sus camaradas logran derrotar a Starbreaker en una batalla en el Himalaya.
En Gotham City Sirens, Zatanna es visitada y restringida por Hiedra Venenosa, quien interactúa a través de un árbol y le pregunta si su encuentro con Catwoman cambió a Selina de alguna manera.
Zatanna se toma una licencia de la Liga, solo para reaparecer durante una batalla con Despero. Una vez que es derrotado, Zatanna informa a la Liga sobre los eventos apocalípticos de Blackest Night que están teniendo lugar en todo el mundo. Después de llevar al equipo al Salón de la Justicia para encontrar a Firestorm, se ve obligada a luchar contra la forma no-muerta de su padre, enfrentando continuamente la magia negra que ejerce él contra la suya; se da a entender que tuvo éxito en desterrar a Linterna Negra, pero quedó psicológicamente aplastada al tener que matar a su padre nuevamente. Después de Blackest Night, Kimiyo menciona que Zatanna es uno de los miembros que ha dejado el equipo.
En mayo de 2010 Zatanna recibió su propia serie en solitario, escrita por Paul Dini y dibujada por Stéphane Roux. Como ya no es miembro activo de la Liga, el oficial Dale Colton le pide a Zatanna que ayude a resolver un caso de asesinato en un restaurante frecuentado por mafiosos. Zatanna le informa a Dale que el asesino fue un poderoso hechicero conocido como el Hermano Noche, que gobierna la escena del crimen sobrenatural en San Francisco. Después de que Zatanna aparece en el club nocturno demoníaco de Noche y lo amenaza, él responde llamando a un poderoso demonio de pesadilla para que lo ayude a luchar contra ella, pero Zatanna derrota y encarcela al demonio para que le ayude más tarde. Un corrupto propietario de casino que había hecho un trato con el demonio de la avaricia para tener la eterna juventud, vendiendo las almas de sus novias al demonio, intenta usar una poción de amor para ganar el alma de Zatanna.Cuando su primo Zachary Zatara rompe el hechizo, el dueño del casino le ruega a Zatanna que lo convierta en un trozo de oro sin alma para así escapar del tormento del Infierno. Además de Hermano Noche, Zatanna enfrenta otras amenazas, como Oscar Hample, un hombre que intentó asesinarla cuando era una niña y que fue convertido en una marioneta por su padre. La serie Zatanna terminó con el número 16 (octubre de 2011).

### The New 52
En septiembre de 2011, The New 52 reinició la continuidad de DC. Zatanna es uno de los personajes principales de la serie Justice League Dark de Peter Milligan. Luce un traje nuevo, aunque todavía usa su traje clásico de maga durante los espectáculos. En el primer número, se entera de que Superman, Wonder Woman y Cyborg han sido derrotados por Enchantress y ofrece sus servicios como voluntaria a la Liga.
La novela gráfica Black Canary y Zatanna Bloodspell escrita por Paul Dini y dibujada por Joe Quinones se lanzaría en 2012, pero se retrasó hasta mayo de 2014. La historia se centra en el primer encuentro de Black Canary de 16 años con Zatanna.

### DC Renacimiento
Zatanna hace su primera aparición en Detective Comics # 958, ayudando a Bruce a eliminar a un robot que persigue a un miembro de la secta. Más tarde, se revela que a Bruce le gustaría verla con la esperanza de que ella le enseñe más sobre la magia que podría revivir a Tim Drake.
Después de la conclusión de la historia principal de la serie DC Rebirth Batwoman, se supone que Zatanna es una especie de terapeuta ambulatoria para Beth Kane, la hermana gemela de Kate Kane.
En 2018, comenzó una nueva serie de Justice League Dark, con un Zatanna rediseñado como parte del equipo. Zatanna viaja al norte de Italia para unir a un grupo de demonios llamado Il Osservatori en una historia llamada Zatanna: Sleight of Hand, publicada en DC New Talent Showcase 2018 #1.

## Caracterización

### Herencia y ascendencia
Antes de The New 52, el personaje se consideraba mitad humano y mitad homo magi (a veces denominado atlante), en el que la segunda mitad se atribuía a que se originaba en su madre. Además, la miniserie de Zatanna de 1993 insinuó en gran medida su ascendencia para incluir también al semidiós, Arion, la entidad conocida como "Xaos" que fusionó a los dos debido a que poseía "firmas" mágicas similares y luego se corrigió a sí mismo. A través de la línea familiar de su padre, el personaje era considerado descendiente de Leonardo da Vinci y está relacionado con Nostradamus, Alessandro Cagliostro, Nicolas Flamel y Evan Fulcanelli. Es a través de esta línea que se la considera de ascendencia italiana.
Después de los eventos de Flashpoint y New 52, se menciona que tanto Sindella como Giovonni Zatara son de la raza homo magi.

### Relaciones
Zatanna ha tenido varias relaciones románticas con otros personajes de DC, entre ellos John Constantine (con quien practicó el tantra) y el Doctor Trece. Zatanna tuvo una relación de pareja con su compañero de justicia Leaguer Barry Allen / The Flash poco después de la muerte de su esposa Iris. En la línea de tiempo de The New 52: Futures End, Zatanna está involucrada románticamente con Jason Blood / Etrigan el Demonio.
Ella tiene una fuerte amistad con Batman debido a sus pasados compartidos (retrocontinuidad). En Detective Comics # 843 y # 844, Zatanna y Bruce discuten brevemente la posibilidad de tener una relación más significativa. Ambos reconocen más tarde que Bruce es demasiado devoto a su causa como Batman para darle la relación que ella desea, pero la pareja reafirma su vínculo como amigos cercanos. Catwoman parece considerar a Zatanna un contendiente más peligroso para las atenciones de Bruce que Jezebel Jet, su prometida en ese momento. Una charla entre las dos mujeres confirma cómo Zatanna realmente quiso, durante la fatídica discusión con Bruce, explorar la posibilidad de un verdadero romance, pero se resignó silenciosamente al papel de mejor amiga y confidente. Afirmando que actúa en función del mejor interés de Bruce, empuja a Selina a confesar sus sentimientos a Bruce, por lo que le roba a Jezebel Jet antes de que sea demasiado tarde.
En los principales medios de comunicación, Universo animado de DC se refiere a la cercanía de Bruce y Zatanna que se describe como que ella estaba enamorada de él mientras él entrenaba con su padre como "John Smith", aunque más tarde descubrió su nombre real. Décadas más tarde, se muestra que un anciano Bruce todavía se preocupa por ella mientras guarda una foto de ella junto con fotos de sus otros intereses amorosos en un archivo en la Batcomputadora. En la serie de televisión Young Justice, Zatanna tiene una amistad coqueta y posiblemente romántica con Dick Grayson / Robin durante la primera temporada. Dick luego dice que tienen una "historia" en la temporada 2 (cinco años después de la temporada 1), lo que implica que salieron y finalmente se separó pero aún permaneció cerca. En la temporada 4, Artemis menciona que tanto Zatanna como Raquel salieron con Dick antes.

## Poderes y habilidades
Zatanna es una de las hechiceras más poderosas del universo de DC, cuyas habilidades son aparentemente genéticas. Como homenaje a su padre y como punto focal, ella usualmente lanza hechizos al decir órdenes verbales hacia atrás. Ella ha demostrado ser capaz en muchas ocasiones de lanzar hechizos al hablar normalmente y, en raras ocasiones, la habilidad de usar la magia para tareas simples sin hablar. Al igual que Canario Negro, la confianza de Zatanna en su voz a menudo la llevó a ser atada y amordazada por villanos en las historias de la Edad de Plata, lo que la hace "impotente". En muy raras ocasiones, Zatanna ha lanzado hechizos al escribirlos en su propia sangre en lugar de decirlos en voz alta. Se usa como último recurso, solo para curarse de un daño físico severo que le impide hablar, como tener su laringe manchada por una bala, o su boca mágicamente borrada por sus propios poderes. El único comando mágico emitido en ambos casos, Heal me, tuvo que ser escrito al revés, como si ella estuviera hablando (déjalos).
Sus poderes mágicos aumentan si no se usan, pero el uso excesivo puede agotarlos hasta el punto de que un mayor uso debilita su bienestar físico; Al igual que con otros usuarios mágicos, la única manera de restaurar sus poderes menguantes es un período prolongado de descanso.
Si bien no es tan adepta como Madame Xanadu, Zatanna ha demostrado ser capaz de recurrir a la lectura del tarot para comprender o adivinar. Aparentemente, tal tarea no requiere encantamientos verbales, hablados o escritos, en absoluto, ni está vinculada a una cubierta de tarot específica.
Los límites de sus poderes nunca han sido claramente establecidos. A menudo se la representa trabajando junto a los usuarios de magia más poderosos de la Tierra, incluidos Circe, Madame Xanadu, John Constantine, Encantadora y Doctor Fate mientras que en otra ocasión Jason Blood se sacrificó para liberar a Zatanna de una trampa cuando sintió que estaba mejor calificado para enfrentar la amenaza actual que él. Ella ha usado sus poderes para comandar fuerzas elementales, sanar, transmutar y transformar objetos, manipular mentes y atacar a sus oponentes con explosiones de energía. Ella ha resucitado la ciudad de Metrópolis de la ruina, fusionó el espíritu de Aquaman de todo el océano en el final del arco de la historia de la "Edad de Obsidiana" (aunque después de que la hechicera Gamemnae ya había fusionado a Aquaman con un charco de agua), y manipuló el tiempo y el espacio. Durante una parte de su mandato inicial en la Liga de la Justicia, sus poderes eran más limitados, y consistían en la manipulación del fuego, el aire, el agua y la tierra. Además, sus poderes parecen estar ligados a su confianza en sí mismo, ya que la larga serie de errores descritos en Siete soldados la dejó tanto emocional como psicológicamente destrozada, impotente, hasta que fue capaz de restaurar su confianza perdida.
Zatanna es una experta ilusionista, bailarina y maga del escenario, incluso sin recurrir a sus poderes mágicos innatos. De hecho, ella considera parte de su "entrenamiento" ejercitando juegos de manos, y afirma haber inventado una variación del monte de tres cartas llamado "Zatara shuffle", en el que es tan rápida y precisa que, incluso sin tener que recurrir Para hacer trampa, solo los jugadores expertos como Selina Kyle son capaces de seguir los movimientos de sus manos.
Zatanna también es una hábil combatiente mano a mano, entrenada por su padre durante su infancia.

### Artefactos místicos
Como hechicera, Zatanna también tiene acceso a varios objetos arcanos a su disposición, muchos de los cuales son la misma colección de artefactos que su padre recopiló a lo largo de los años:
- Talisman de Atlantis: Uno de los diversos artefactos místicos que llevó durante un tiempo durante el rediseño del personaje en la década de 1990, apareciendo dentro de su serie en solitario de 1993. El artefacto, un regalo de su madre que estaba contenido dentro de los artefactos variados de su padre, le permite utilizar la magia a través de la concentración en lugar de lanzarla hacia atrás con mayor facilidad. También se usó junto con un bastón mágico para concentrar sus poderes.[76]
- Demonografía: Un libro de demonología que detalla información relacionada con los demonios. Debido a sus propiedades mágicas, el libro se actualiza automáticamente con información (como se vio cuando se actualizó una entrada del demonio Nebiros para incluir una participación reciente con Blue Devil) con ediciones revisadas, el acto realizado por un grupo imprevisto de entidades.[77]

## Otras versiones

### Flashpoint
En la línea de tiempo alternativa del evento Flashpoint, Zatanna es miembro de los Seis Secretos y es miembro de una pandilla de motociclistas. Su padre, Giovanni "John" Zatara, se transforma en una motocicleta cuando Zatanna lo monta. Zatanna muere mientras intenta lanzar un hechizo de muerte sobre Enchantress.

### Amalgam Comics
En el universo de Amalgam Comics, Zatanna se fusiona con la Bruja Escarlata de Marvel Comics para conformar a Wanda Zatara, la Maga Blanca.

## En otros medios

### Televisión

#### Animación
- Zatanna ha hecho varias apariciones en el Universo animado de DC Comics:
  - Zatanna aparece por primera vez en un episodio de Batman: la serie animada, con la voz de Julie Brown. Ella es una ilusionista sin aparentes poderes mágicos. Ella desarrolló una relación cercana con Bruce Wayne (usando el alias John Smith) durante los años en que Bruce viajaba por el mundo aprendiendo habilidades del padre de Zatanna que luego se desempeña bien como Batman; En particular, escapar del arte. En el episodio "Zatanna", ella visita Gotham City con su espectáculo de magia, pero se encuentra enmarcada por el desmitificador de magia criminal Montague Kane. Batman ayuda a Zatanna a limpiar su nombre, y al final de su confrontación con Kane, se da cuenta de que Batman es realmente "John Smith". Al final del episodio, los dos prometen mantenerse en contacto, como queridos amigos.
  - Zatanna hace dos apariciones en los episodios de animación flash de Gotham Girls, con la voz de Stacie Randall. En "A Little Night Magic", Zatanna camina sola a su casa después de un espectáculo de magia y tiene algunas aventuras en el camino: convierte el arma de un ladrón en una serpiente, divide un camión por la mitad cuando casi la atropella y gira un poco matones callejeros en sapos después de tomar su sombrero. En "Hold the Tiger", Zatanna evita que Catwoman robe los ópalos de ojo de gato de una joyería. Zatanna no arresta a Catwoman, sino que pide ayuda para encontrar a su tigre blanco.
  - Zatanna hizo un cameo en Batman del futuro. En el episodio "Out of the Past", un anciano Bruce Wayne está mirando una colección de fotos en su computadora de amores pasados, junto a Lois Lane, Catwoman y Bárbara Gordon.
  - Zatanna reaparece en Liga de la Justicia Ilimitada, con la voz de Jennifer Hale (en "This Little Piggy") y de Juliet Landau (en "The Balance", aunque sin acreditar.) En "This Little Piggy", ayuda a Batman a buscar a Circe después que ella convirtiera a Mujer Maravilla en un cerdo. Zatanna es aparentemente consciente de la verdadera identidad de Batman desde su última aparición ("¡Bruce! No te he visto en mucho tiempo ...") y sabe lo suficiente como para percibir la relación romántica del Caballero Oscuro con la Mujer Maravilla. Se reveló que después de su encuentro con Batman, de alguna manera se encontró con un poder mágico real, que ahora usa para ayudar a las personas como luchadores del crimen y las usa en secreto al mismo tiempo durante sus giras de espectáculos de magia para entretenimiento público. Al igual que su contraparte de cómic, sus hechizos a menudo se lanzan hacia atrás, pero casi siempre se lanzan sin palabras, y en una ocasión, se habla normalmente. Zatanna también apareció en "The Balance" entre los superhéroes basados en la magia afectados por la perturbación en el balance mágico. En "Destructor" miembros llamados para ayudar a combatir las fuerzas invasoras de Apokoliptan. El escritor de DCAU, Paul Dini, escribió las dos apariciones de Zatanna descritas anteriormente. En 1998, Alan Burnett le dijo al mago: "Paul Dini quería usar a Zatanna porque está secretamente enamorado de ella. Es algo de lo que intentamos no hablar demasiado".
- Dos episodios de un concurso de Cartoon Monsoon incluyen a Zatanna como una heroína adolescente que es un cruce entre Sabrina the Teenage Witch y Buffy the Vampire Slayer. Esto la vio coincidir con Klarion, el niño brujo, y presentó a su padre (conocido solo como "Zatara"), así como al nuevo personaje del hermano mayor de Zatanna que no tiene magia (llamado "Damon" en el segundo episodio).
- Zatanna aparece en Batman: The Brave and the Bold, con Jennifer Hale repitiendo su papel. En el teaser de "Chill of the Night!", Ella y Batman detienen a Abra Kadabra de robar una exposición del museo que muestra la historia de los magos. A pesar de que se basa principalmente en los hechizos vocales, se ha demostrado que puede manejar con eficacia la varita mágica de Kadabra después de que Abra se agacha la boca y cuando trata de eliminarla, saca un flujo de pañuelos metidos en la boca. Zatanna coge la varita de Kadabra y hace que los pañuelos desaparezcan, luego toma la varita. Mientras Batman retiene a los esclavos de control mental, Zatanna lucha contra Kadabra y atrapa a Abrazo en su sombrero. Más tarde, saca una pequeña jaula de pájaros con Kadabra en ella, ganando la batalla mágica. Esta versión lleva una versión ligeramente modificada de su atuendo original, con sus mallas de marca registrada reemplazadas por medias de color púrpura.
- Zatanna aparece en la serie de dibujos animados Young Justice,[80] con la voz de Lacey Chabert. Esta versión solo tiene trece años, y como tal, sus enredos románticos que involucran a Batman son transferidos a Robin. En el episodio "Humanidad", Zatara inicialmente lleva a Zatanna a Mount Justice en Happy Harbor para reunirse con el equipo, y les pide a los niños que le den a Zatanna una gira por Mount Justice. Pretenden estar de acuerdo con esa solicitud, rápidamente usan la nave de Miss Martian para salir de la cueva y rastrear el Tornado Rojo con Zatanna, refiriéndose a su partida con ellos como "secuestro". A Zatara le disgustó que su hija fuera a una misión con el equipo. Robin parece tener un interés en ella. Ella regresa en el episodio "Secretos", donde ella y Artemisa se dirigen a Manhattan la noche de Halloween. Son emboscados y, finalmente, secuestrados por Harm, un adolescente psicótico empuñando la espada mística de Beowulf. Mientras Harm interroga a Artemisa, el fantasma de su hermana asesinada, Secret, quita la mordaza de cinta de la boca de Zatanna y le permite rescatar a Artemis. Juntas, las tres chicas derrotan a Harm y permiten que el espíritu de Secret se traslade a la otra vida. Después, Zatanna promete erigir una tumba adecuada para Secret, que previamente había sido enterrado en el patio trasero de Harm. En el episodio "Misplaced", Zatanna está con el equipo cuando todos los adultos desaparecen. Ella es capaz de usar un hechizo para localizar a Klarion el chico brujo en la isla de Roanoke. Como sus poderes parecen ineficaces contra Klarion (él se refiere a ellos como "magia bebé"), ella se pone el Casco del Destino como un esfuerzo de última hora. Después de que Klarion se escapa, Nabu se niega a renunciar a Zatanna como su anfitrión, hasta que su padre se ofrece como anfitrión de Nabu. Después de hacer que Batman le prometiera cuidarla, Zatara se pone el casco y deja a Zatanna con el resto del equipo. Luego se muda a Mount Justice con Miss Martian y Superboy y se une al equipo a tiempo completo. Se demuestra que está claramente devastada por la pérdida de su padre. En "Feliz Año Nuevo", ella y Rocket, ahora se muestran como miembros adultos de la Liga de la Justicia. En el episodio "Profundidades", Nightwing implica una relación romántica pasada entre ellos para explicar por qué estaba dispuesta a proporcionarle un amuleto encantado sin preguntarle su propósito. En "Satisfaction", Zatanna y Miss Martian asisten a la despedida de soltera de Rocket y luchan contra el Capitán Cold junto con Bumblebee, Black Canary, Wonder Girl y Batgirl. En el episodio "Cornered", Zatanna, Capitán Marvel y el equipo luchan contra Despero en el Salón de la Justicia. Ella ayuda con la posesión de Mal y contraatacando los poderes de Despero sobre sí mismo. En "Intervención", ella ayuda a Rocket a capturar a Blue Beetle y liberarlo de Reach.
- Zatanna aparece en Mad. En el episodio 46, Zatanna se encuentra entre los superhéroes que le preguntan a Supermán, Batman y Mujer Maravilla acerca de ser llamados "Super Friends". En el episodio 50, Zatanna (con la voz de Tara Strong) aparece en una obra llamada "Pociones 11" donde se une a Harry Potter, Ron Weasley y Hermione Granger para su robo.
- Zatanna aparece solo en la introducción del Robot Chicken DC Comics Special con la Liga de la Justicia.
- Zatanna aparece en Justice League Action, con Lacey Chabert repitiendo el papel mientras Dayci Brookshire expresa su forma infantil. En el episodio "Zombie King", ella y La Cosa del Pantano ayuda a Batman a luchar contra Solomon Grundy cuando él levanta un ejército de zombis con una gema mágica. En el episodio "Truco o amenaza", ella, Batman, el doctor Fate y John Constantine son convertidos en niños por Klarion, el niño brujo, para que pueda atraerlos a una trampa en la Casa del Misterio y robar el Casco del Destino. En el episodio "Speed Demon", Zatanna ayuda a Batman a derrotar a Harley Quinn, quien había sido encantada por el hermano Night. Durante la confrontación con Brother Night, Ember y el resto de los seguidores de Brother Night, Brother Night encanta el Batimóvil donde se envuelve y se atraganta, Zatanna la separa de su sombrero y la lleva a dar una vuelta, lo que hace que Batman reclute a Etrigan, el demonio en busca de ayuda. Después de que Batman y Etrigan, el demonio liberen a Zatanna y tengan tanto el Batmóvil encantado como el camión de helados que fue encantado por Merlín se teletransportó a la guarida del Hermano Noche, el Hermano Noche y sus seguidores se escapan mientras Batman y Zatanna reclaman el orbe encantado que el Hermano Noche usó en el Batimóvil que dejó atrás. En el episodio "Hat Trick", Zatanna estaba ayudando a Batman y Jason Blood a luchar contra los maniquíes poseídos hasta que aparece Félix Faust y se va con su sombrero. Al rastrear a Félix Faust a las Hébridas, Batman, Zatanna y Etrigan, el demonio son transportados allí por Merlín. Una vez allí, descubren que Félix Faust está usando el sombrero de Zatanna para convocar al demonio Ghast. En el mundo como una manera de recuperar su juventud. Una vez hecho esto, Zatanna se enfrenta a Félix Faust en la batalla, mientras que Batman y Etrigan el demonio trabajan para evitar que Ghast alcance el continente. Mientras Félix Faust anima una gárgola, Zatanna usa todos los trucos en su arsenal, donde destruye la gárgola y encadena a Félix Faust con las cadenas que conjuró. Una vez que Zatanna recupera su sombrero, lanza un hechizo para enviar a Ghast de regreso a donde vino.
- Zatanna aparece en la serie de televisión DC Super Hero Girls, con la voz de Kari Wahlgren. En esta serie, es una adolescente en Metrópolis High, tiene cabello morado y es tanto una fashionista (que proporciona a Mujer Maravilla su alter ego como una estudiante de intercambio griega, Diana Prince) y una animadora para fiestas de cumpleaños. Zee es estricta con las reglas. Zatanna podría, pero no siempre presumir de sí misma, pero en realidad es una amiga buena, servicial y leal. Se enoja cuando a nadie le gustan sus actos mágicos. Si bien la personalidad de Zatanna se basa en su contraparte de Justicia Joven, Zatanna no es de tipo rebelde pero aún ama a su padre.
- Zatanna aparece en Harley Quinn. En "So You Need A Crew?", Aparece en un flashback donde ayuda a la Liga de la Justicia a derrotar a la Reina de las Fábulas al sellarla en una Guía de Impuestos Maestros de los Estados Unidos. En "The Line", una orden judicial la obliga a liberar a la Reina de las Fábulas del libro. En "A Fight Worth Fighting For", Batman llama a Zatanna para que libere a los otros miembros de la Liga de la Justicia, que fueron encarcelados en un libro por la Reina de las Fábulas, antes de irse con ellos para derrotar al Doctor Psycho y su ejército de Parademonios.

#### Acción en vivo
Zatanna es un personaje recurrente en las últimas tres temporadas de Smallville, interpretada por la actriz Serinda Swan, marcando su primera aparición en acción en vivo. El personaje apareció por primera vez a finales de la temporada ocho, en el episodio "Hex". Se la describe como la hija del difunto Zatara, "el mejor mago del mundo". Zatanna se presenta en el Ace of Clubs, la escena de la fiesta de cumpleaños de Chloe Sullivan (Allison Mack). Para animar las cosas, Zatanna usa la magia para hacer realidad los deseos internos de los personajes: Chloe se transforma físicamente para parecerse a su prima, Lois Lane (Erica Durance), por ejemplo, y Clark (Tom Welling) se convierte en "normal". Más tarde, Zatanna se acerca a Oliver Queen (Justin Hartley) y le ofrece un trato: ella le concederá un deseo si él le devuelve el libro mágico de su padre. Una vez que adquiere el Libro de Zatara de Green Arrow, a quien reconoce como Oliver, revela que su objetivo es usarlo para resucitar a su padre. Debido a que Clark es vulnerable a la magia, y Oliver carece del poder para detenerla, Zatanna debe darse cuenta por sí misma de que su padre se sacrificó para que ella pudiera vivir. Luego se dirige a Oliver para explicarse, y decide ayudarlo si se encuentra con algún enemigo sobrenatural en el camino dejándole su número de teléfono. Swan retoma el papel en la novena temporada de Smallville en el episodio titulado "guerrero". En la temporada diez episodios en los que el gobierno intenta cazar la Liga de la Justicia, la imagen de Zatanna se muestra entre sus objetivos. Aunque no es interpretado por Swan, un actor disfrazado representa a Zatanna en el episodio "Ícaro". En el episodio "Fortune", Zatanna se utiliza como un dispositivo de trama; El episodio establece que ella envió una botella de vino encantada a Clark y Lois la noche de su fiesta de compromiso, lo que pone en marcha los eventos de ese episodio.

### Película

#### Acción en vivo
- En 2005, la guionista Hadley Davis (Ice Princess) anunció que había escrito una comedia de acción con una versión de Zatanna para un adolescente.[81] No se supo nada más sobre este proyecto, y se presume que fue abandonado.
- Zatanna es uno de los personajes principales de la película Justice League Dark (basada en el equipo de superhéroes del mismo nombre), parte de DC Extended Universe.[82][83] Aquí, ella es representada como una vieja amiga de Batman, sabiendo de su identidad secreta, y exnovia de Constantine. Zatanna fue reclutada por Batman para encontrar la causa de los ataques sobrenaturales en todo el mundo. Al final de la película, ella se une a la liga.
- La fecha límite anunció que una película de Zatanna está en desarrollo por Warner y DC.[84]
- En 2019, Zatanna se rumorea que aparecerá en The Suicide Squad de James Gunn, la secuela de Suicide Squad de David Ayer, pero Gunn desmintió el rumor diciendo que "nunca se consideró Zatanna estar en la película "The Suicide Squad".[85]

#### Animación
- Una versión alternativa de Zatanna hace una breve aparición en Justice League: Crisis on Two Earths como miembro del Sindicato del Crimen de América.
- Un personaje con un diseño basado en la versión de Young Justice de Zatanna, junto con Artemis, Wonder Girl y Miss Martian, hace un cameo como espectadores en Scooby-Doo! WrestleMania Mystery.[86][87]
- Zatanna aparece en las películas del Universo de Películas Animadas de DC (DCAMU) Justice League Dark y Justice League Dark: Apokolips War, con la voz de Camilla Luddington.[88] Esta versión es miembro de la Liga de la Justicia Oscura.
- Zatanna aparece en la película Lego DC Comics Super Heroes: The Flash, con la voz de Kate Micucci.
- Zatanna aparece de cameo en la película de Teen Titans Go! to the Movies.

### Videojuegos
- Zatanna es un personaje jugable en el videojuego de consola Justice League Heroes, con la voz de Kari Wahlgren.
- Zatanna aparece como un personaje no jugable en DC Universe Online, con la voz de Claire Hamilton.
- Zatanna es un personaje jugable DLC en Lego Batman 2: DC Super Heroes, con la voz de Kari Wahlgren. Ella también aparece como un retrato en un segmento del primer nivel.[89]
- Zatanna aparece como un personaje jugable en el videojuego Young Justice: Legacy, con Lacey Chabert repitiendo el papel. Ella juega un papel importante cerca del final del juego, donde usa un hechizo de localización para localizar a Klarion y la pieza de la estatua de Tiamat en Bialya.
- Zatanna es un personaje jugable a través de contenido descargable en Injustice: Gods Among Us, expresado nuevamente por Lacey Chabert.[90] En el final de Zatanna, ella y la versión de la realidad de Tierra-1 del Doctor Fate combinan sus poderes para crear la Torre del Destino. Fue utilizado como fortaleza para los enemigos del líder del régimen, Supermán, ya que este es vulnerable a la magia y ha salvado muchas vidas. Tras la derrota del Régimen, se usó como prisión para las fuerzas restantes del Régimen a pesar de que el jurado en su juicio exigió que los acusados inmutables tuvieran una pena de muerte.
- Zatanna se hace referencia en Batman: Arkham Origins. Se puede ver un póster de su espectáculo en el Centro Jezabel y fuera del Teatro Monarca.
- Zatanna aparece como un personaje jugable en Lego Batman 3: Beyond Gotham, una vez más interpretada por Kari Wahlgren.
- Zatanna es un personaje jugable en el videojuego Infinite Crisis.
- Zatanna se hace referencia en Batman: Arkham Knight. Su tienda se encuentra en el barrio chino de Gotham City.
- Zatanna aparece como un personaje jugable en DC Unchained.
- Zatanna aparece como un personaje jugable en el paquete de contenido descargable Dark League Dark en Lego DC Super-Villains.